# بروكفيلد (ويسكونسن)
بروكفيلد (بالإنجليزية: Brookfield, Wisconsin)‏ هي مدينة وsecond-class city تقع في الولايات المتحدة في مقاطعة واكيشا (ويسكونسن). يقدر عدد سكانها بـ 37,920 نسمة ومساحتها 71.46 كم2 وترتفع عن سطح البحر 253 متر.

## التركيبة السكانية
قام مكتب تعداد الولايات المتحدة بتحديد بيانات التركيبة السكانية لبروكفيلد في تعداد الولايات المتحدة. في ما يلي، التركيبة السكانية حسب تعدادي 2000 و2010.

### تعداد عام 2000
بلغ عدد سكان بروكفيلد 38,649 نسمة بحسب تعداد عام 2000، وبلغ عدد الأسر 13,891 أسرة وعدد العائلات 11,223 عائلة مقيمة في المدينة. في حين سجلت الكثافة السكانية 1,421.1 نسمة لكل ميل مربع (548.7/كم2). وبلغ عدد الوحدات السكنية 14,208 وحدة بمتوسط كثافة قدره 522.4 نسمة لكل ميل مربع (201.7/كم2).
وتوزع التركيب العرقي للمدينة بنسبة.
None
بلغ العمر الوسطي للسكان 42 عاماً. يوجد لكل 100 أنثى 93.7 ذكر، ويوجد لكل 100 أنثى في الثامنة عشر من عمرها فما فوق 90.8 ذكر.

### تعداد عام 2010
بلغ عدد سكان بروكفيلد 37,920 نسمة بحسب تعداد عام 2010، وبلغ عدد الأسر 14,576 أسرة وعدد العائلات 10,999 عائلة مقيمة في المدينة. في حين سجلت الكثافة السكانية 1,399.8 نسمة لكل ميل مربع (540.5/كم2). وبلغ عدد الوحدات السكنية 15,317 وحدة بمتوسط كثافة قدره 565.4 لكل ميل مربع (218.3/كم2).
وتوزع التركيب العرقي للمدينة بنسبة 90.0% من البيض و 0.2% من الأمريكيين الأصليين و 6.7% من الأمريكيين ذوي الأصول الآسيوية و 1.2% من الأمريكيين الأفارقة و 1.4% من عرقين مختلطين أو أكثر.
بلغ عدد الأسر 14,576 أسرة كانت نسبة 31.5% منها لديها أطفال تحت سن الثامنة عشر تعيش معهم، وبلغت نسبة الأزواج القاطنين مع بعضهم البعض 67.4% من أصل المجموع الكلي للأسر، ونسبة 5.4% من الأسر كان لديها معيلات من الإناث دون وجود شريك، بينما كانت نسبة 2.6% من الأسر لديها معيلون من الذكور دون وجود شريكة وكانت نسبة 24.5% من غير العائلات. تألفت نسبة 21.4% من أصل جميع الأسر من أفراد ونسبة 11.9% كانوا يعيش معهم شخص وحيد يبلغ من العمر 65 عاماً فما فوق. وبلغ متوسط حجم الأسرة المعيشية 3.01، أما متوسط حجم العائلات فبلغ 2.57.
بلغ العمر الوسطي للسكان 46.7 عاماً. وكانت نسبة 23.5% من القاطنين تحت سن الثامنة عشر، وكانت نسبة 5.2% بين الثامنة عشر والأربعة وعشرون عاماً، ونسبة 18.5% كانت واقعةً في الفئة العمرية ما بين الخامسة والعشرون حتى والأربعة وأربعون عاماً، ونسبة 33% كانت ما بين الخامسة والأربعون حتى الرابعة والستون، ونسبة 19.9% كانت ضمن فئة الخامسة والستون عاماً فما فوق. وتوزع التركيب الجنسي للسكان بنسبة 48.5% ذكور و51.5% إناث.

## المدن التوأمة
مدينة زيلينغنشتات هي مدينة توأمة لـبروكفيلد (ويسكونسن).